# Marisora falconensis
Espèce
Synonymes
- Mabuya falconensis Mijares-Urrutia & Arends, 1997

Marisora falconensis est une espèce de sauriens de la famille des Scincidae.

## Répartition
Cette espèce se rencontre :
- au Venezuela dans les États de Falcón, de Carabobo, de Miranda et de Yaracuy ;
- en Colombie dans le département de La Guajira.

## Description
C'est un saurien vivipare.

## Étymologie
Son nom d'espèce, composé de falcon et du suffixe latin -ensis, « qui vit dans, qui habite », lui a été donné en référence au lieu de sa découverte : l'État de Falcón.

## Publication originale
- Mijares-Urrutia & Arends, 1997 : A new Mabuya (Squamata: Scincidae) from the semiarid coast of northwestern Venezuela. Revista Brasileira de Biologia, vol. 57, no 4, p. 595-601.